# Шмидер, Карл-Кристоф

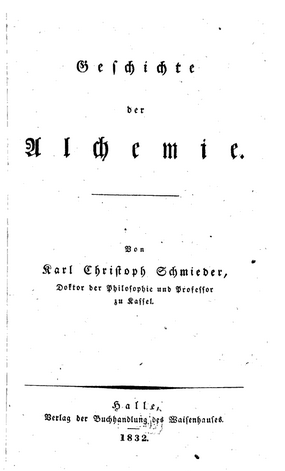
«Geschichte der Alchemie», обложка издания 1832 года

Карл-Кристоф Шмидер (нем. Karl Christoph Schmieder, 5 декабря 1778, Айслебен — 23 октября 1850, Кассель) — немецкий естествоиспытатель, педагог и нумизмат.
Доктор философии. Был автором множества трудов по различным вопросам, в том числе нумизматического словаря-справочника «Handwörterbuch der gesamten Münzkunde für Münzliebhaber und Geschäftsleute» и объёмного труда по истории алхимии «Geschichte der Alchemie».

## Избранная библиография
- Theophrasts Abhandlung von den Steinarten, Freiberg 1807
- Handwörterbuch der gesamten Münzkunde für Münzliebhaber und Geschäftsleute, Halle und Berlin 1811
- Nachtrag zu dem Handwörterbuch der gesammten Münzkunde für Münzliebhaber und Geschäftsleute, Halle und Berlin 1815
- Mythologie der Griechen und Römer für Freunde der schönen Künste, Kassel 1821
- Grundriß der Gewerb-Naturlehre oder technischen Physik, Kassel 1829
- Geschichte der Alchemie, Halle 1832